# SM i futsal 2006-2007
La SM i futsal 2006-2007 è stata la quarta edizione del Campionato svedese di calcio a 5, disputato nella stagione 2006/2007. La formula ha previsto tre turni di cui il primo con 12 gironi da tre squadre, il secondo con quattro gruppi di tre formazioni che hanno qualificato le quattro semifinaliste che hanno giocato la final four il 11 febbraio 2007 a Skövde, presso l'Arena Skövde.
La vittoria finale è andata allo Skövde AIK, al suo secondo titolo nazionale.

## Final four

### Semifinali
| Skövde 11 febbraio 2007 | Brommapojkarna | 6 – 3 | Söderhamns FF | Arena Skövde |

| Skövde 11 febbraio 2007 | Skövde AIK | 8 – 2 | Spårvägens FF | Arena Skövde |

### Finale 3º - 4º posto
| Skövde 11 febbraio 2007, ore 15:30 | Spårvägens FF | 2 – 6 | Söderhamns FF | Arena Skövde |

### Finale
| Skövde 11 febbraio 2007, ore 18:30 | Skövde AIK | 7 – 1 | Brommapojkarna | Arena Skövde |